# أعصاب بين ضلعية
الأعصاب بين الضلعية أو الأعصاب الوربية يمر العصب الشوكي المختلط بعد انبثاقه من الثقبة بين الفقرية ويعطي الفرع الأولي الظهري الخلفي بشكل دائري ضمن الفسحة الوربية بين العضلة الوربية الباطنة والمجموعة المعترضة الصدرية، وهذا الفرع الأولي الظهري الخلفي يعطي فرع مساير يعصب عضلات الفسحة الوربية. وليس له أي فرع جلدي 
اما العصب الاساسي فهر يعطي فرع جلدي وحشي وفرع امامي انتهائي. الفرع الجلدي الوحشي يعصب الجلد فوق الفسحة الوربية بعد ان ينقسم إلى فرعين امامي وخلفي 
اما الفرع الامامي الانتهائي فهو يمر في الفسحات الوربية ال 6 العلوية إلى الامام من الشريان الصدري الباطن ويثقب العضلات الوربية ليصل إلى الجلد
الاعصاب الوربية الخمسة السفلية وفروعها النسايرة تنزل للاسفل خلف عضلة الحافة الضلعية إلى الحزمة الوعائية العصبية لجدار البطن.